# میکلاس جوزف
میکلاس جوزف (انگلیسی: Mikolas Josef؛ زادهٔ ۴ اکتبر ۱۹۹۵) خواننده، خواننده-ترانه‌پرداز، تهیه‌کننده موسیقی، کارگردان موزیک ویدئو و نوازنده چند ساز اهل جمهوری چک است. وی از سال ۲۰۱۳ میلادی تاکنون مشغول فعالیت بوده‌است. وی با ترانه به من دروغ بگو نماینده جمهوری چک در مسابقه آواز یوروویژن ۲۰۱۸ بود و به مقام ششم دست یافت.

## ترانه‌شناسی

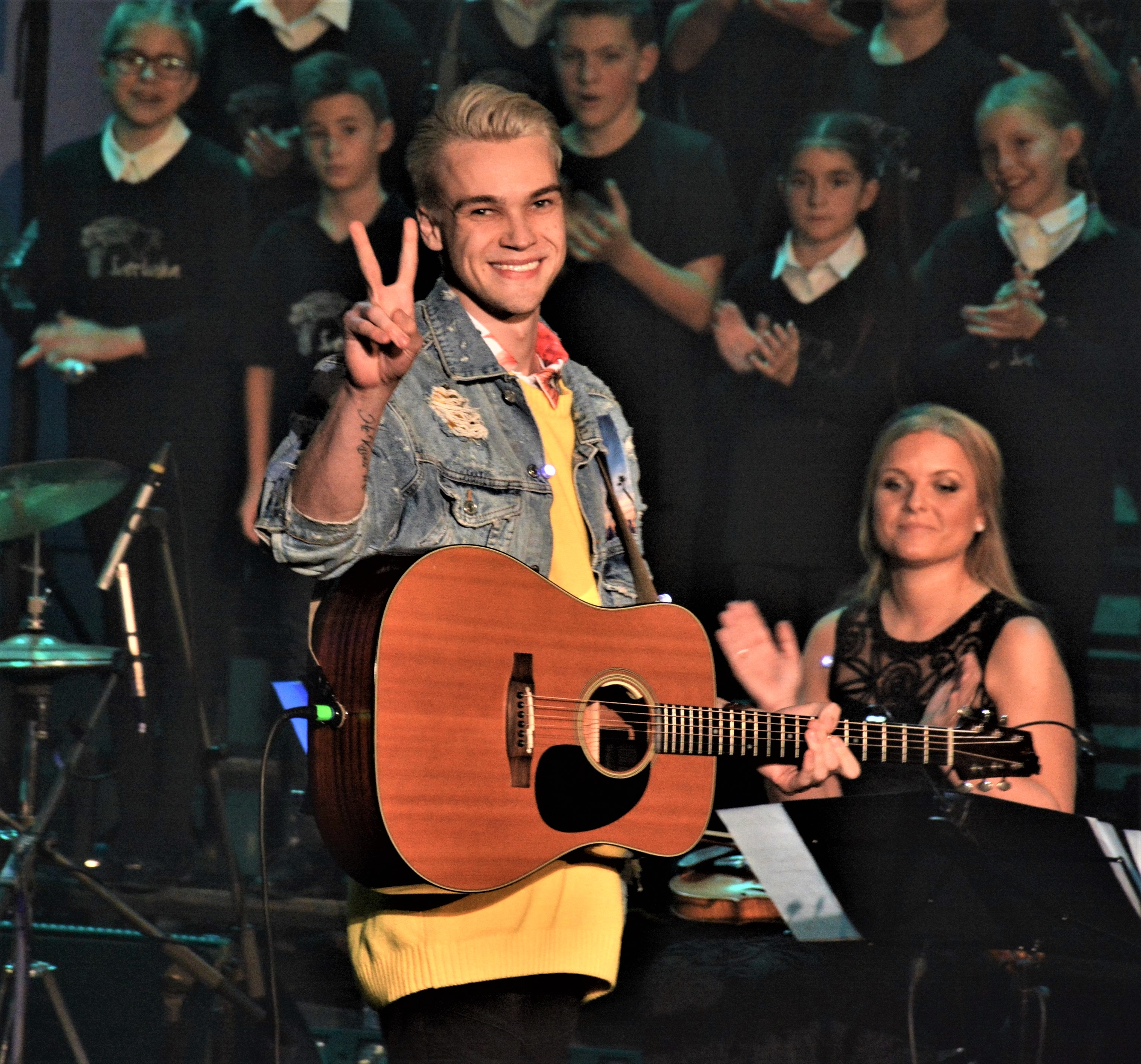
میکلاس جوزف در کنسرت خیریه، کلیسای سنت آن در پراگ (۲۰۱۸)

| ردیف | نام تک آهنگ          | تاریخ انتشار |
| ---- | -------------------- | ------------ |
| ۱    | "Hands Bloody"       | ۲۰۱۵         |
| ۲    | "Free"               | ۲۰۱۶         |
| ۳    | "Believe (Hey Hey)"  | ۲۰۱۶         |
| ۴    | Lie to Me            | ۲۰۱۷         |
| ۵    | Me Gusta             | ۲۰۱۸         |
| ۶    | Abu Dhabi            | ۲۰۱۹         |
| ۷    | Acapella             | ۲۰۱۹         |
| ۸    | Colorado             | ۲۰۱۹         |
| ۹    | Lalalalalalalalalala | ۲۰۲۰         |